# 김영랑
김영랑(金永郞, 1903년 1월 16일 (1902년 음력 12월 18일) - 1950년 9월 29일)은 대한민국의 시인으로 본명은 김윤식(金允植)이다. 본관은 김해(金海)이다.

## 생애
전라남도 강진에 있는 대지주의 5남매 중 맏이로 태어나 한학을 배우며 자랐다. 강진보통학교를 다니면서 13세의 나이에 결혼하였으나 1년 만에 사별하였다.
졸업 후 1917년 휘문의숙에 입학하였으나 1919년 3·1 운동 때 학교를 그만두고 강진에서 의거하다 체포되어 6개월간 옥고를 치렀다. 다음해 일본으로 건너가 아오야마학원 영문학과에서 공부하다가 간토 대지진 때 귀국하였다. 1926년에 두 번째로 결혼하였다.
1930년 정지용, 박용철 등과 함께 《시문학》 동인에 가입하여 동지에 여러 시를 발표하며 본격적인 문학활동을 시작하였다. 대표작 〈모란이 피기까지는〉은 이 무렵 쓴 시이다. 이 때이 문학사조를 문학사학자들은 순수서정시라고 부른다. 
1935년 첫째 시집 《영랑시집》을 간행하였고, 일제의 민족말살정책이 뚜렷해지자 《독(毒)을 품고》등의 저항시를 썼다. 이후 신사참배, 창씨 개명등에 저항하여 두어차례 붓을 꺾기도 하였으나 해방 후에는 시작 활동에 전념하다가 고향인 강진에서 제헌국회의원에 출마 했다가 낙선하였고, 공보부에서 활동하기도 했다. 한국전쟁 당시 서울 수복 전투 중 서울을 탈출하지 못하고 포탄 파편에 맞아 48세로 사망하였다.

## 문학 세계
김영랑은 사회주의 문인들인 카프 문인들이 쓴 목적의식이 담긴 시를 거부하고.이상적인 순수서정시에 집중하였다. 그러나 아름다운 시어 속을 흐르는 조용한 저항의식이 담긴 민족주의적 시를 쓰기도 하였는데, 일제의 민족말살정책이 뚜렷해진 일제강점기 말에 쓴 《독(毒)을 품고》가 그 예이다. 주로 ㄴ, ㄹ, ㅁ, ㅇ같은 부드러운 소리(유음, 흐르는 소리), 남도 방언등으로써 한국어의 아름다움을 살린 섬세한 시적 표현을 사용하였다.

## 작품

### 시집
- 《영랑시집》 (1935)

### 시
- 〈모란이 피기까지는〉
- <돌담에 속삭이는 햇발>

## 역대 선거 결과
| 실시년도 | 선거   | 대수 | 직책     | 선거구      | 정당       | 득표수  | 득표율          | 순위 | 당락 | 비고  |
| -------- | ------ | ---- | -------- | ----------- | ---------- | ------- | --------------- | ---- | ---- | ----- |
| 1948년   | 총선   | 1대  | 국회의원 | 전남 강진군 | 한국민주당 | 7,405표 | \| \| 17.46% \| | 4위  | 낙선 | [ 2 ] |
|          | 17.46% |      |          |             |            |         |                 |      |      |       |